# John Cornyn
John Cornyn III, född 2 februari 1952 i Houston, Texas, är en amerikansk republikansk politiker. Han är ledamot av USA:s senat från Texas sedan december 2002.
Han avlade 1973 grundexamen i journalistik vid Trinity University. Han avlade sedan 1977 juristexamen vid St. Mary's University School of Law. Han avlade dessutom 1995 påbyggnadsexamen i juridik Master of Laws (LL.M.) vid University of Virginia School of Law.

## USA:s senat
Cornyn har beskrivits av Jim Jubak av MSN Money som en av "Supermajors tio favorit medlemmar av kongressen", eftersom han har fått mer pengar från olje- och gasindustrin än alla utom sju andra medlemmar av kongressen.
Under 2017 var Cornyn en av 22 senatorer som undertecknade ett brev till president Donald Trump som uppmanade presidenten att få USA att dra sig ur Parisavtalet.
Cornyn röstade för att förbjuda extrauteral abort utom i fall där moderns liv var i fara. Han röstade också för att meddela föräldrar av minderåriga som får aborter gjorda i andra delstater.